# Dark Blood
Dark Blood är en amerikansk-nederländsk thrillerfilm från 2012, som spelades in i USA under hösten 1993. Filmen regisserades av George Sluizer, medan Jim Barton gjorde manus. I huvudrollerna syns River Phoenix, Judy Davis och Jonathan Pryce. Phoenix  dog innan filmen hann bli färdiginspelad. Detta blev därmed Phoenix sista film, samt den enda filmen där han spelade rollen som skurk.

## Handling
Filmens handling kretsar kring den unge änkemannen Boy, som efter sin frus tragiska bortgång väljer att leva ett tillbakadraget liv ute i öknen. Boy träffar sedan på det gifta paret Harry och Buffy Fletcher, som har rest ut i öknen för att fira sin andra smekmånad. De blir tillfångatagna av Boy, eftersom han har fått upp ögonen för Buffy, och vill skapa en bättre värld tillsammans med henne.

## Rollista (i urval)
| River Phoenix  | – Boy            |
| Judy Davis     | – Buffy Fletcher |
| Jonathan Pryce | – Harry Fletcher |